# Rio Carandaí
Rio Carandaí är ett vattendrag i Brasilien.   Det ligger i delstaten Minas Gerais, i den sydöstra delen av landet, 700 km sydost om huvudstaden Brasília.
Omgivningarna runt Rio Carandaí är huvudsakligen savann. Runt Rio Carandaí är det ganska tätbefolkat, med 149 invånare per kvadratkilometer.